# Rafflesia

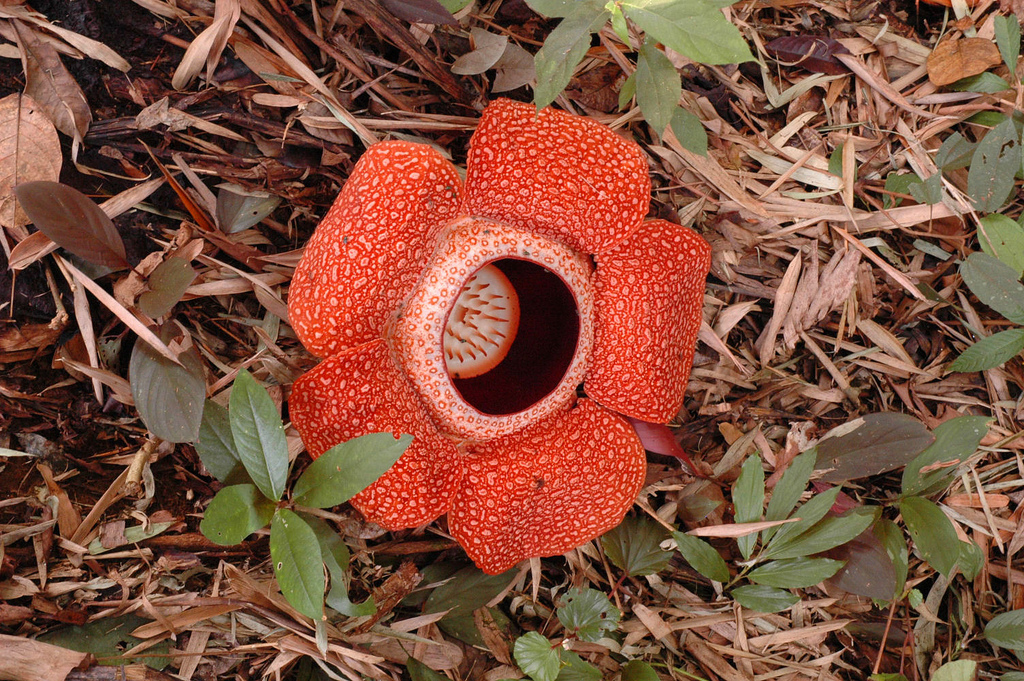
Rafflesia keithii, flor de 80 cm de diàmetre.

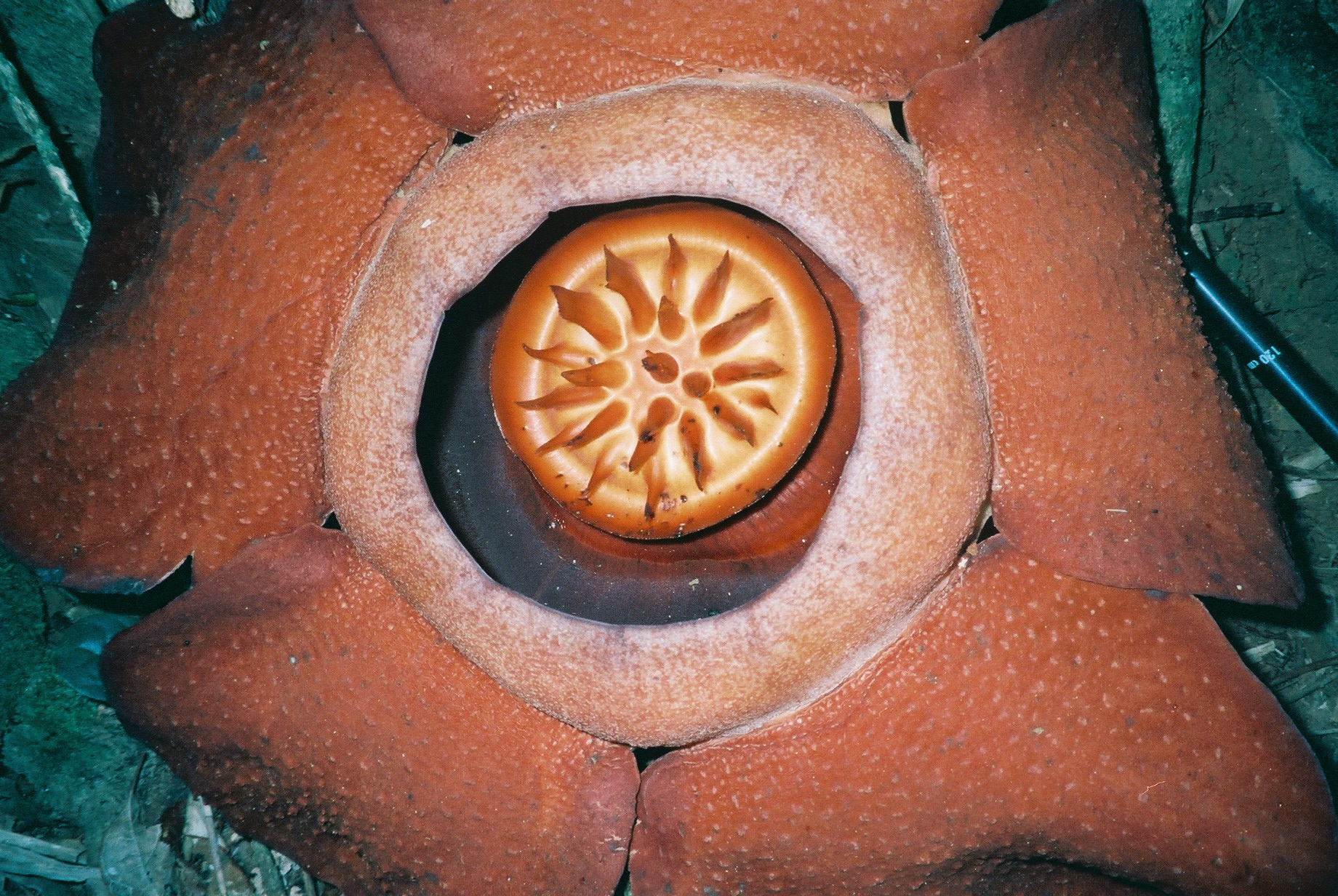
R. kerrii, flor.

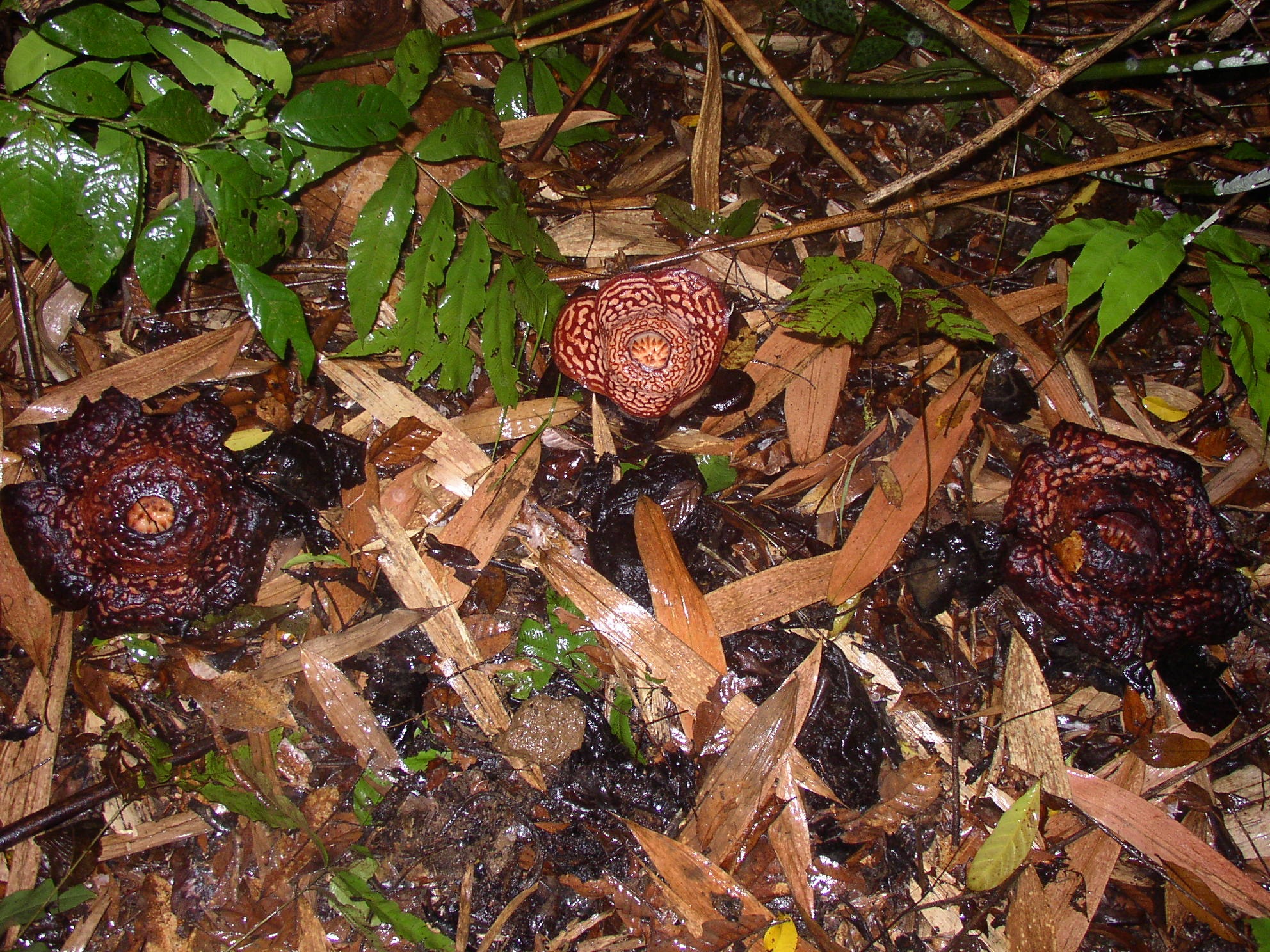
Tres Rafflesia pricei creixent al mont Kinabalu, Sabah, Malàisia.

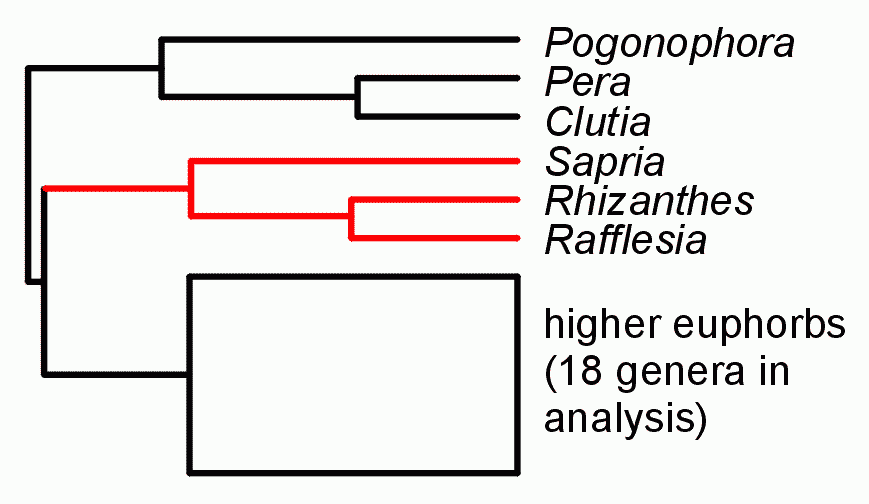
Noves hipòtesis que fan derivar les Rafflesiaceae de les Euphorbiaceae. Rafflesiaceae en vermell, Euphorbiaceae en negre (redibuixat de Davis et al., 2007).

Rafflesia és un gènere de plantes angiospermes holoparàsites de la família de les rafflesiàcies (Rafflesiaceae). Són plantes natives de Tailàndia i Malèsia.
Rafflesia va ser trobada a la selva plujosa d'Indonèsia per un guia indonesi que treballava per al Dr. Joseph Arnold, el 1818, i va rebre el nom per sir Thomas Stamford Raffles, el dirigent de l'expedició. Abans ja havia estat descoberta per Louis Deschamps a Java entre 1791 i 1794, però les seves notes i il·lustracions no van estar disponibles fins al 1861.
Aquestes plantes no tenen tiges, fulles o autèntiques arrels. És endoparàsita de lianes del gènere Tetrastigma (família Vitaceae), i posa els seus òrgans d'absorció (haustoris) dins el teixit de la liana. L'única part que es veu de la Rafflesia és la seva flor de cinc pètals. En algunes espècies, com la Rafflesia arnoldii, la seva flor pot fer 100 cm de diàmetre i pesar 10 kg.

## Taxonomia

### Espècies
Dins del gènere Rafflesia es reconeixen les 42 espècies següents:
- Rafflesia arnoldi R.Br.
- Rafflesia aurantia Barcelona, Co & Balete
- Rafflesia azlanii Latiff & M.Wong
- Rafflesia baletei Barcelona & Cajano
- Rafflesia banaoana Malabrigo
- Rafflesia bengkuluensis Susatya, Arianto & Mat-Salleh
- Rafflesia borneensis Koord.
- Rafflesia camarinensis F.B.Valenz., Jaucian-Adan, Agoo & Madulid
- Rafflesia cantleyi Solms
- Rafflesia ciliata Koord.
- Rafflesia consueloae Galindon, Ong & Fernando
- Rafflesia gadutensis Meijer
- Rafflesia hasseltii Suringar
- Rafflesia horsfieldii R.Br.
- Rafflesia keithii Meijer
- Rafflesia kemumu Susatya, Hidayati & Riki
- Rafflesia kerrii Meijer
- Rafflesia lagascae Blanco
- Rafflesia lawangensis Mat-Salleh, Mahyuni & Susatya
- Rafflesia leonardi Barcelona & Pelser
- Rafflesia lobata R.Galang & Madulid
- Rafflesia manillana Teschem.
- Rafflesia meijeri Wiriad. & Sari
- Rafflesia micropylora Meijer
- Rafflesia mira Fernando & Ong
- Rafflesia mixta Barcelona, Manting, Arbolonio, R.B.Caball. & Pelser
- Rafflesia parvimaculata Sofiyanti, Mat-Salleh, Khairil, Zuhailah, Mohd.Ros. & Burs
- Rafflesia philippensis Blanco
- Rafflesia pricei Meijer
- Rafflesia rochussenii Teijsm. & Binn.
- Rafflesia schadenbergiana Göpp. ex Hieron.
- Rafflesia sharifah-hapsahiae J.H.Adam, R.Mohamed, Aizat-Juhari & K.L.Wan
- Rafflesia speciosa Barcelona & Fernando
- Rafflesia su-meiae M.Wong, Nais & F.Gan
- Rafflesia tengku-adlinii Mat-Salleh & Latiff
- Rafflesia tiomanensis Siti-Munirah, Salamah & Razelan
- Rafflesia tuanku-halimii J.H.Adam, Aizat-Juhari, Azilah & K.L.Wan
- Rafflesia tuan-mudae Becc.
- Rafflesia tunku-azizahiae J.H.Adam, Aizat-Juhari & K.L.Wan
- Rafflesia verrucosa Balete, Pelser, Nickrent & Barcelona
- Rafflesia witkampii Koord.
- Rafflesia zollingeriana Koord.